# جان پاتریک شنلی
جان پاتریک شنلی (انگلیسی: John Patrick Shanley؛ زادهٔ ۳ اکتبر ۱۹۵۰) یک نمایش‌نامه‌نویس و فیلم‌نامه‌نویس اهل ایالات متحده آمریکا است. او موفق شده است برای نمایش‌نامهٔ تردید: یک حکایت تمثیلی، جایزه پولیتزر، جایزه تونی و جایزه دراما دسک را از آن خود کند.
شنلی همچنین در فیلم‌نامه‌نویسی برندهٔ جوایزی همچون جایزه اسکار بهترین فیلم‌نامه غیراقتباسی شده است.